# Kurt Elling
Kurt Elling (ur. 2 listopada 1967 w Chicago) − amerykański wokalista jazzowy pochodzenia holenderskiego, związany przez wiele lat z wytwórnią fonograficzną Blue Note, obecnie z Concord. Jego wokal charakteryzuje się ciepłym tembrem, intymnym charakterem, wysokiej klasy techniką śpiewania. Był dziewięciokrotnie nominowany do nagrody Grammy a w 2009 roku za płytę Dedicated To You otrzymał nagrodę dla najlepszego jazzowego albumu wokalnego.

## Życiorys
Ukończył Gustavus Adolphus College w St. Peter w stanie Minnesota w 1989 roku. Studiował na Uniwersytecie w Chicago.

## Dyskografia

### Albumy
- 1995 - Close Your Eyes (Blue Note)
- 1997 - The Messenger (Blue Note)
- 1998 - This Time it's Love (Blue Note)
- 2000 - Live in Chicago (Blue Note)
- 2000 - Live in Chicago Out Takes (Blue Note)
- 2001 - Flirting with Twilight (Blue Note)
- 2003 - Man in the Air (Blue Note)
- 2007 - Nightmoves (Concord)
- 2009 - Dedicated To You: Kurt Elling Sings the Music of Coltrane and Hartman (Concord)
- 2011 - The Gate (Concord)
- 2012 - 1619 Broadway (The Brill Building Project)
- 2015 - Passion World
- 2018 - The Questions